# Escut de Ribera de Cardós
Escut de Ribera de Cardós fou l'escut d'armes del municipi desaparegut de Ribera de Cardós, a la comarca del Pallars Sobirà.
Perdé vigència el 1972, en ser agrupats els antics termes d'Estaon i Ribera de Cardós en el municipi de nova creació anomenat Vall de Cardós. Aquest nou municipi adoptà el 25 de setembre del 2001, després de 29 anys sense escut normalitzat segons la normativa vigent, l'Escut de Vall de Cardós.

## Descripció heràldica
Escut d'atzur, un anagrama de Maria d'or. A la part superior, una corona; i a la inferior, un card, tot d'or.